# کوپل، پنسیلوانیا
کوپل یک ناحیه در شمال شهرستان بیور، پنسیلوانیا، ایالات متحده آمریکا است.  جمعیت در سرشماری ۲۰۲۰ ۷۱۲ نفر بود. بخشی از منطقه پیتسبرگ بزرگ است.